# Nadejda Krupskaia
Nadejda Konstantínovna Krúpskaia (russo:  Надежда Константиновна Крупская; IPA: [nɐˈdʲeʐdə kənstɐnˈtʲinəvnə ˈkrupskəjə]) (São Petersburgo, 26 de fevereiro de 1869 – Moscovo, 27 de fevereiro de 1939), também conhecida como Nádia Krúpskaia, foi uma figura de renome do Partido Comunista da União Soviética e uma das principais figuras responsáveis pela criação do sistema educativo soviético e uma pioneira no desenvolvimento das bibliotecas russas. O seu marido foi o revolucionário Bolchevique Vladimir Lénine.
Nascida em São Petersburgo de uma empobrecida família nobre, a sua mãe era governanta e o seu pai era um oficial do exército com inclinações políticas radicais. Apesar das dificuldades económicas sofridas pela família quando o seu pai morreu em 1883, ela conseguiu completar a sua educação num prestigioso ginásio feminino na capital russa. Ela permaneceu como professora nesta instituição até 1891. Convertida ao marxismo no início da década, juntou-se ao Grupo de Luta pela Emancipação da Classe Trabalhadora, onde conheceu Lénine em 1894. Presa em agosto de 1896, como outros membros, em 1897 aceitou cumprir a sua sentença de exílio interno com Lénine na Sibéria, pelo que, para cumprirem a sentença juntos, foi obrigada pelas autoridades russas a casar. Em abril de 1898, ela partiu para a Sibéria, onde se tornou esposa e colaboradora de Lénine.
Mais tarde, exilou-se na Europa Ocidental e tornou-se secretária da publicação socialista Iskra, e depois secretária do Comité Central do Partido Operário Social-Democrata Russo. No exílio, escreveu alguns trabalhos sobre educação.
Após a Revolução de Outubro, obteve cargos importantes no Comissariado do Povo para a Educação, chefiado por Anatoly Lunacharsky. A partir de maio de 1922, com Lénine doente, ela reduziu o seu trabalho no ministério para o atender. Parte da oposição política a Estaline em meados da década, acabou por se juntar a ele na campanha contra a oposição interna do Partido. Foi Comissária Adjunta da Educação entre 1919 e 1939 e membra do Comité Central do Partido entre 1927 e 1939, ano da sua morte.

## Juventude (1869–1895)

### Origem familiar e infância

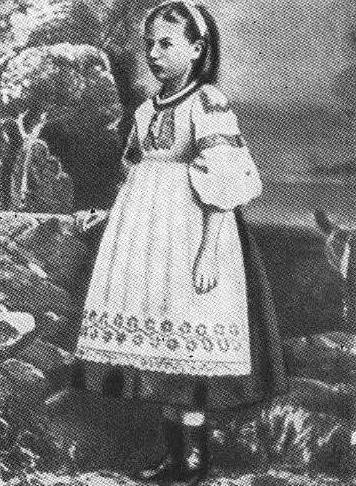
Krupskaia em 1876

Nasceu numa família empobrecida da pequena nobreza Krupski a 14 de fevereiro(jul.)/26 de fevereiro de 1869(greg.) em São Petersburgo. Era filha única de um homem politicamente radical, Konstantin Ignatievich Krupski e a sua esposa, Elizaveta Vasilevna Tristova, uma mulher emancipada. O seu pai, originário de Cazã, tinha ficado órfão muito jovem, aos nove anos, e o Estado tinha-se encarregado da sua educação, enviando-o para uma escola militar na capital russa. Depois de se formar como cadete, foi enviado para a Polónia, onde participou no esmagamento da Revolta de Janeiro de 1863. Foi então enviado para estudar Direito na Academia Jurídico-Militar da capital, onde casou e deu à luz Nadejda — em russo, "Esperança" — em 1869. Depois de se formar na academia, entrou na Administração do Estado e foi-lhe confiada a administração de um distrito do Polónia do Congresso, Grójec. As autoridades czaristas ficaram descontentes com as medidas progressivas que ele implementou e levaram-no a julgamento em 1874. Condenado, foi expulso da função pública e, apesar de um recurso em 1880 ter anulado a sentença, nunca mais recuperou o seu antigo posto. A expulsão da carreira administrativa mergulhou a família em dificuldades financeiras. Em 1883, quando Krupskaia tinha apenas catorze anos, Konstantin Ignatievich morreu de tuberculose.

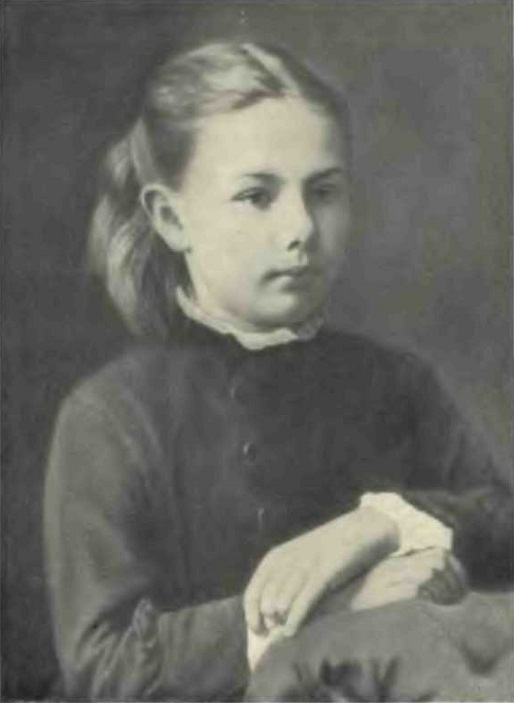
Krupskaia em 1876, com sete anos

Elizaveta Vasilevna, nascida em 1841, teve uma juventude semelhante à do seu marido: também membra da nobreza sem terra, perdeu a sua mãe aos três anos e o seu pai aos nove. Levada com a sua irmã mais velha — era a mais nova de nove irmãos — ao Instituto Pavloski, uma instituição educacional moderna para raparigas nobres com dificuldades financeiras, formou-se como governanta em 1858. Casada com Konstantin Ignatievich após quase uma década de trabalho para várias famílias ricas, partilhou a rejeição do seu marido à autocracia imperial, embora nunca tenha pertencido a círculos revolucionários e tenha sido uma ortodoxa devota.
Após a condenação de Konstantin Ignatievich em 1874, Krupskaia foi deixada aos cuidados da sua mãe, que foi trabalhar como governanta, enquanto ele procurava trabalho por conta própria. Elizaveta Vasilevna também se ocupou da educação da criança. A expulsão de Konstantin Ignatievich da função pública mudou radicalmente a infância de Krupskaia: de viver num ambiente abastado de classe média-alta, passou de 1874 para uma situação de insegurança económica e constantes deslocalizações devido à procura de trabalho por parte do seu pai. Durante os cinco anos seguintes, mal frequentou a escola e era uma criança solitária, muitas vezes imersa na leitura. Aos onze anos, conheceu uma jovem professora de dezoito com inclinações revolucionárias e que inspirou grande respeito entre os camponeses da região: para Krupskaia tornou-se um modelo a seguir.

### Estudos, trabalho e primeiras atividades subversivas
No final de 1880, a família instalou-se por fim em São Petersburgo e em setembro do ano seguinte Krupskaia entrou num ginásio feminino, o Ginásio do Príncipe A. A. Obolenski Gymnasium, onde o ambiente favorecia o desenvolvimento das suas capacidades, ao contrário dos dois anteriores, que ela tinha abandonado pouco depois de ter entrado. Estudou no ginásio, com excelentes notas, até 1887 e aí permaneceu até 1891 como professora substituta. Ela também completou o ano opcional que a qualificou como professora.
A morte do seu pai em 1883 significou que Krupskaia e a sua mãe tiveram de se envolver em aulas particulares e algum trabalho clerical para ganharem a vida, mas entre eles ganharam rendimentos suficientes para levarem uma vida relativamente próspera de classe média, de que desfrutaram durante uma década. Entre os catorze e vinte anos, ela foi parcialmente atraída — como uma parte considerável da sua geração e classe social — pelo movimento Tolstoiano, especialmente a sua rejeição da riqueza, do pietismo religioso, e do seu ascetismo, que Krupskaia adotou, embora não o pacifismo, a hostilidade à tecnologia ou a emancipação das mulheres, que Tolstoi rejeitou.
No outono de 1889, entrou nos cursos Bestujev da capital, o primeiro que permitiu às mulheres russas obterem formação universitária, matriculando-se em física e matemática, ao mesmo tempo que assistia a palestras de história. Desiludida pela natureza teórica das disciplinas apesar da excelência do ensino, desistiu no início do ano seguinte. Ela juntou-se então aos círculos revolucionários de intelectuais que reemergiram na capital após a repressão policial da década anterior. Estes agrupamentos, constituídos por intelectuais com formação muito semelhante à de Krupskaia, foram dedicados ao estudo e discussão de questões políticas e económicas, e, embora muitas vezes não pertencessem a nenhuma ideologia particular, eram frequentemente reformistas.

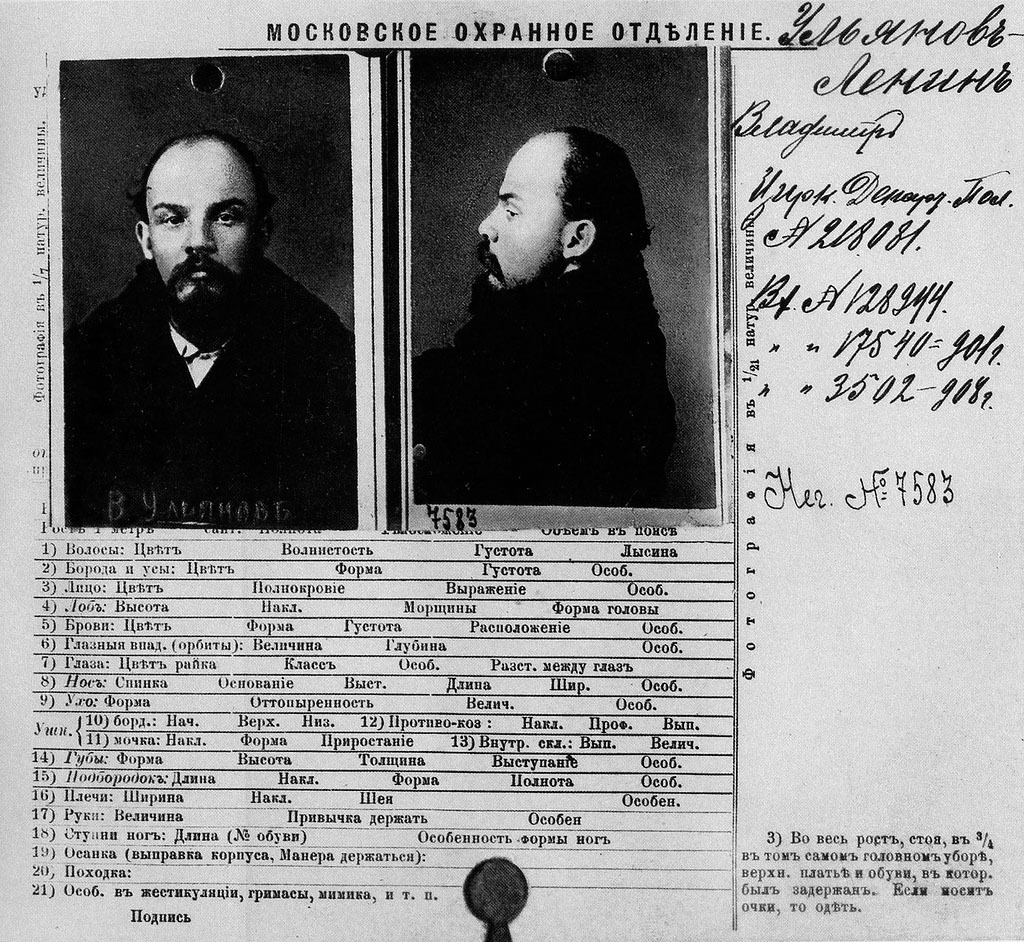
Ficha policial de Lénine criada após a sua prisão em finais de 1895. Krupskaia conheceu-o em fevereiro de 1894, e casaram depois de ambos terem sido condenados ao exílio interno em 1898

No verão de 1890, retirou-se, como de costume, para o campo perto da capital, desta vez carregada de obras socialistas, tanto populistas (narodniks) como marxistas, para completar a sua educação revolucionária. Por fim, participou em algum trabalho camponês com a população local, ainda influenciada pelos ensinamentos de Tolstoy. No seu regresso a São Petersburgo no outono, juntou-se a um círculo marxista e continuou a ler obras marxistas de Frederick Engels, mas na primavera seguinte abandonou finalmente todos os esforços para imbuir-se da teoria marxista, muitas vezes complexa. Passou por vários grupos socialistas tentando encontrar uma atividade revolucionária que a satisfizesse até que, graças a um amigo, a 29 de agosto de 1891, entrou nas escolas dominicais para adultos, criadas na década anterior por alguns empresários liberais para que os trabalhadores que o desejassem pudessem adquirir uma educação elementar aos domingos à tarde e outros dias depois do trabalho. Krupskaia passou os cinco anos seguintes, até 1896, intensamente empenhada neste trabalho educativo, ao qual se dedicava três dias por semana — duas noites e domingo à tarde. Graças à conivência do empresário local, que tolerava a agitação entre os trabalhadores, o pessoal da escola dominical estava cheio de professores populistas, liberais, tolstoianos e, mais tarde, marxistas.

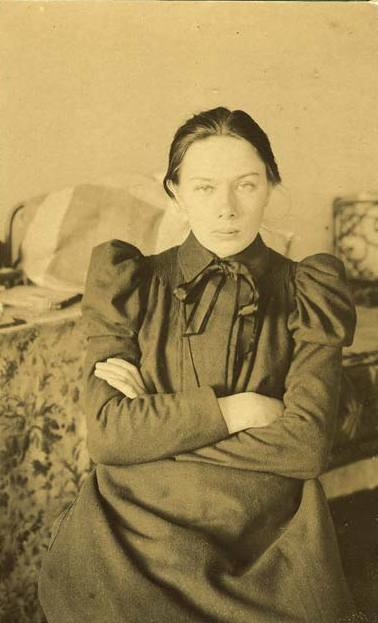
Krupskaia em 1890

Em fevereiro de 1894, ela conheceu o seu futuro marido, Vladimir Ilich Ulyanov — Lénine — que tinha vindo da região do Volga, com quem se casou quatro anos mais tarde. No outono de 1895, após doze anos de trabalho como tutora privada, decidiu mudar de emprego e tornou-se copista no departamento de contabilidade da administração ferroviária estatal. Sem desistir das suas aulas para adultos, que continuou a ensinar três vezes por semana, o novo emprego foi menos absorvente e deixou-lhe mais tempo para uma atividade revolucionária.
Ao mesmo tempo, o círculo marxista a que pertencia decidiu tornar-se uma organização mais estruturada e fomentar a agitação entre os trabalhadores da capital, encorajando-os à greve. Dezassete dos membros do círculo formaram o Grupo de Luta pela Emancipação da Classe Trabalhadora, liderado informalmente por Lénine e Martov. Krupskaia era um dos quatro membros encarregados da agitação no distrito de Neva da classe trabalhadora de São Petersburgo, com o qual estava muito mais familiarizada do que muitos dos seus correligionários, todos eles intelectuais. Entre as suas tarefas estava a de recolher informações sobre as condições nas fábricas que poderiam então ser utilizadas nos folhetos do grupo e facilitar o contacto com os trabalhadores, muitas vezes relutantes em lidar com a intelligentsia.

## Exílio e atividade clandestina (1896–1916)

### Detenção

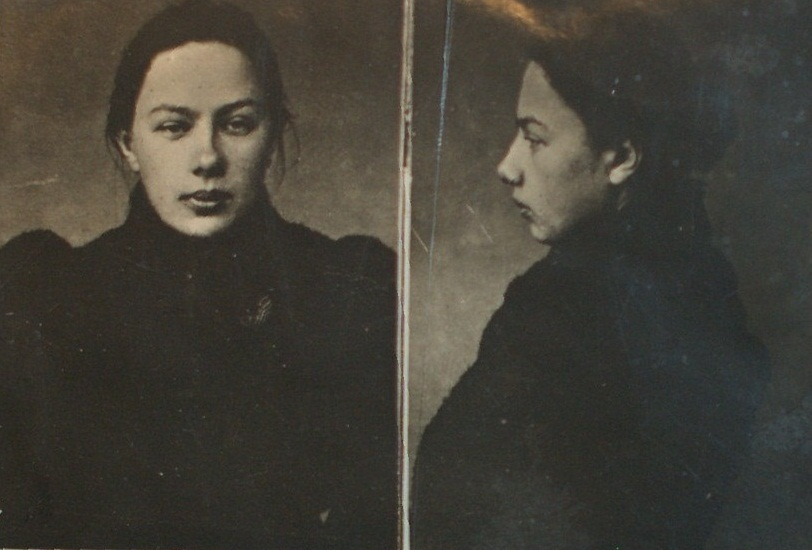
Retrato policial de Krupskaia, tirado após a sua prisão em 1896 como membra do Grupo de Luta pela Emancipação da Classe Trabalhadora

Embora o dentista informante que tinha denunciado a maioria do Grupo de Luta pela Emancipação da Classe Trabalhadora à polícia não tivesse identificado Krupskaia como membro, outro oficial da polícia, fazendo-se passar por artesão numa oficina de metal, acabou por denunciá-la por ter concordado em enviar um intelectual socialista para dirigir um círculo de estudo subterrâneo para os trabalhadores. A polícia prendeu-a a 12 de agosto de 1896. Apesar da denúncia de outro membro da organização, foi libertada a 10 de outubro, mas voltou a ser detida quase imediatamente, no dia 28 do mesmo mês, após ter apoiado uma greve dos trabalhadores em Costroma. Ela tentou, em vão, negar a sua filiação na organização subversiva, mas o testemunho de dois trabalhadores que assistiram às suas aulas reforçou as suspeitas da polícia. Assim, foi mantida em detenção provisória apesar da sua saúde precária — sofria de uma doença da tiroide que, entre outros sintomas, dava-lhe uma aparência saliente — até 12 de março de 1897 quando, na sequência do suicídio de outro prisioneiro que se incendiou, as autoridades decidiram libertar com acusações os detidos que se encontravam doentes.
O seu caso foi finalmente resolvido a 30 de março de 1898, um ano após a sua libertação em liberdade condicional — as autoridades permitiram-lhe residir na capital e mais tarde no campo para recuperar a sua saúde, período durante o qual tentou não contactar Lénine. No início de janeiro, quando se ouviu dizer que seria condenada a três anos de exílio interno no norte da Rússia, concordou com Lénine em declarar às autoridades que era a sua noiva formal para poder passar o seu exílio com ele. Preocupada com o futuro da sua filha dada a possibilidade de o noivado ter sido apenas um estratagema para enganar as autoridades e não um real, a mãe de Krupskaia decidiu acompanhá-la ao exílio. Após três meses de atraso, as autoridades concordaram com o pedido de Lénine e Krupskaia de partilhar o exílio em Shushenskoye, com a condição de que se casassem assim que Krupskaia chegasse a Shushenskoye. Com uma certa indiferença, Krupskaia concordou em casar. Antes de partir para a Sibéria com a sua mãe carregada de livros solicitados por Lénine em meados de abril, aceitou por sua própria conta uma quantia para traduzir a História do Sindicalismo de Beatrice Webb para russo, convencida, com razão, de que Lénine poderia utilizar as receitas desta quantia de Pyotr Struve, que ainda era então um marxista. No caminho — as autoridades permitiram que as duas mulheres viajassem sozinhas para o seu local de exílio — visitaram a futura sogra de Lénine, a mãe de Lénine, em Moscovo, que sempre manteve uma atitude solícita, mas reservada, em relação a Krupskaia.

### Exílio na Sibéria

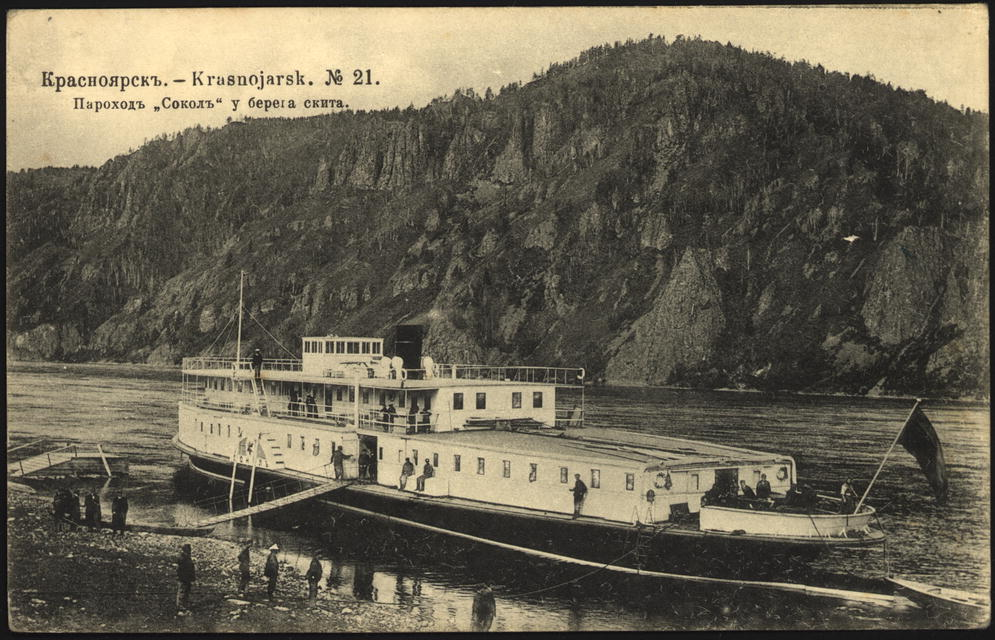
Barco no rio Ienissei, no início do século XX. O rio era o meio de comunicação desde a remota Shushenskoye, onde Krupskaia e Lénine passaram o seu exílio interno, até Krasnoiarsk e ao mundo exterior

Após uma viagem sem incidentes, Krupskaia e a sua mãe chegaram a Krasnoiarsk, onde esperaram uma semana pelo início do serviço fluvial no rio Ienissei para evitarem viajar de carruagem tanto quanto possível. Na noite de 7 de maio, chegaram finalmente a Shushenskoye. Após mais atrasos devido à burocracia, o casamento religioso — o único tipo reconhecido no império — entre Krupskaia e Lénine teve lugar a 10 de julho na igreja paroquial local. O ano e meio seguinte foi um dos mais calmos que o casal viveu, isolado na pequena aldeia de trezentos habitantes onde reinava a monotonia. Krupskaia e Lénine intercalaram as suas atividades na natureza com a sua obra literária. Krupskaia trabalhou com o seu marido na tradução do trabalho de Webb, tal como tinha acordado com Struve, e como copista, e revisora crítica do Desenvolvimento do Capitalismo na Rússia, que Lénine escreveu na Sibéria e que foi enviado para publicação em fevereiro de 1899. Nessa altura escreveu o seu primeiro trabalho, A Mulher Trabalhadora, um panfleto propagandístico escrito em linguagem simples e dirigido às mulheres trabalhadoras, no qual Krupskaia defendia o carácter libertador do trabalho feminino e defendia a introdução do socialismo como única forma de pôr definitivamente fim à discriminação contra as mulheres. A obra foi publicada pela primeira vez na Alemanha em 1901, depois na Rússia em 1905 e reimpressa várias vezes após a Revolução de Outubro. Durante este período, ele adotou as ideias de Lénine nas várias disputas interrelacionadas que surgiram entre as várias correntes socialistas.
A 30 de janeiro de 1900, Lénine, Krupskaia e a sua mãe deixaram finalmente Shushenskoye e partiram para Krasnoiarsk, onde levaram a linha férrea Transiberiana para Ufá, onde Krupskaia deveria completar a sua sentença de exílio interno. Lénine tentou, em vão, ser autorizado a residir em Pskov, e em março, sem sucesso, pediu para regressar de Pskov a Ufa para a acompanhar quando ela adoeceu; as autoridades só permitiram a viagem em junho, quando a sua mãe se ofereceu para o acompanhar. Lénine partiu para a Europa Ocidental em julho, quando Krupskaia melhorou, e esta passou os meses que lhe restavam do seu exílio na enfadonha cidade, ensinando novamente as crianças de uma família abastada. Ela também tentou continuar a melhorar os seus conhecimentos de línguas — alemão, francês e polaco — e levar a cabo, discretamente, alguma propaganda política. A 11 de março de 1901, o seu exílio terminou e foi-lhe dado um passaporte para que pudesse viajar para o estrangeiro, de onde partiu alguns dias mais tarde. Após procurar Lénine, em vão, em Praga, onde fingiu viver para enganar a polícia, encontrou-se com ele em Munique.

### Primeiro exílio europeu
De abril de 1901 a novembro de 1905, viveu com Lénine em Munique, Londres e Genebra. Graças tanto ao apoio familiar como aos fundos do Partido, viveram sem dificuldades, ao contrário de outros exilados. Apesar dos momentos de lazer — especialmente caminhadas, que o casal praticava com alguma assiduidade, o exílio não era agradável para Krupskaia, que não tinha espírito cosmopolita e tinha grande dificuldade em relacionar-se com pessoas fora do círculo dos emigrantes. Dentro deste círculo, manteve relações estreitas especialmente com Vera Zasulitch e Julius Martov, editores do Iskra, do qual Krupskaia se tornou secretária. Em setembro e outubro de 1901, teve o prazer de conhecer um dos fundadores do marxismo russo — e também um membro do conselho editorial de Iskra — Georgi Plekhanov. Neste primeiro período de exílio europeu, Krupskaia era muito próxima de Lénine, com quem partilhava tanto tempo de trabalho como de lazer.

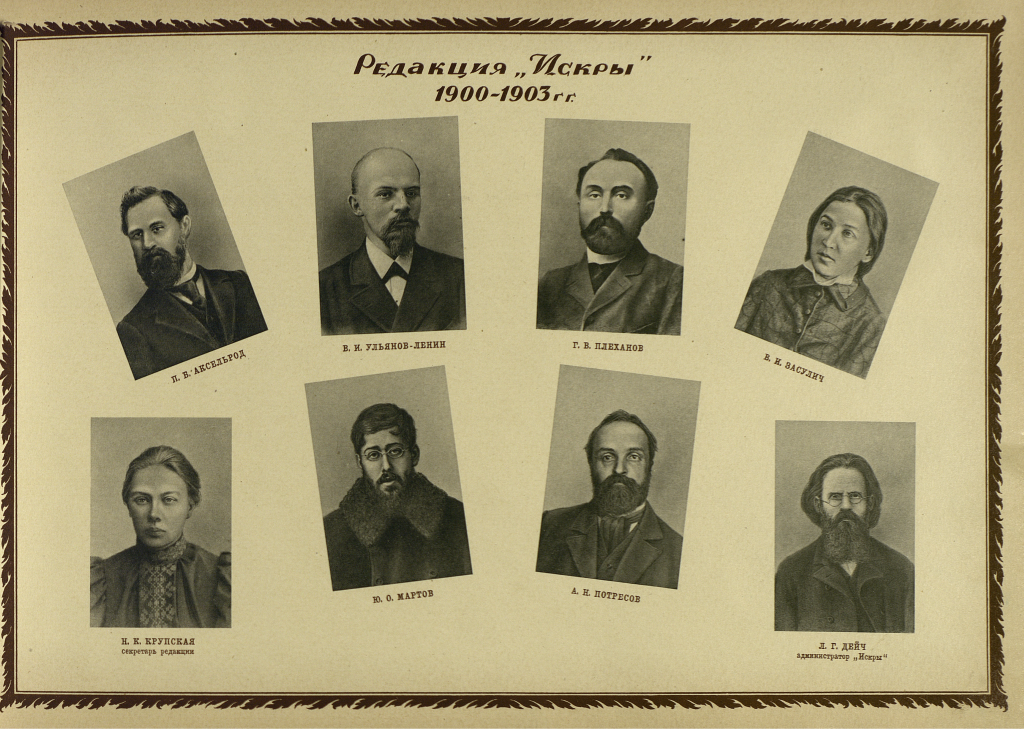
Membros do Segundo Congresso do RSDLP em 1903: L. B. Axelrod, V. I. Ulyanov-Lenin, G. V. Plekhanov, V. I. Zasulich, N. K. Krupskaia (secretária editorial), Yu. O. Martov, A. N. Potresov, L. G. Deutsch (administrador do Iskra).

Como secretária do Iskra, Krupskaia coordenou a distribuição clandestina da publicação na Rússia, uma tarefa de grande importância frequentemente subestimada pela maioria do conselho editorial, absorvida nas discussões da teoria política. Organizou com notável eficiência cerca de trinta ou quarenta agentes encarregados da rede de distribuição, apesar da sua falta de preparação prévia para esta tarefa. Ela foi a pessoa que comunicou o conselho editorial com a organização clandestina na Rússia. Deixou este posto em dezembro de 1903.
Preparou um importante relatório sobre a organização clandestina do Iskra na Rússia, que Martov deveria ter apresentado em nome do conselho editorial no II Congresso do Partido Operário Social-Democrata Russo, mas que, devido à disputa facciosa, só se veio a conhecer em 1928. A tensão entre antigos camaradas durante o congresso — a que assistiu sem uma votação efetiva — foi tal para Krupskaia que ela ficou doente. Embora o seu papel no congresso tenha sido marginal, o mesmo não aconteceu nas amargas disputas entre Bolcheviques e Mencheviques que se seguiram. Depois de Lénine ter deixado o Iskra em meados de outubro de 1903, devido ao desejo de Plekhanov de reintegrar os editores que ficaram de fora no congresso do Partido, Krupskaia permaneceu mais dois meses como secretária da publicação. Os Mencheviques, conscientes do seu controlo sobre a distribuição do jornal e temendo que ela o sabotasse se fosse expulsa do seu posto, tentaram obter a informação necessária para dominar a distribuição colocando um assistente, altura em que Krupskaia deixou o posto, mas isto não pôs fim às altercações sobre a posse da informação necessária para gerir a distribuição do jornal.
Após a dissolução do POSDR no Segundo Congresso, Krupskaia tornou-se temporariamente secretária da Secção de Negócios Estrangeiros do Comité Central, órgão a partir do qual Lénine procurou manter o controlo do Partido, após ter perdido o controlo do Iskra para o desejo de Plekhanov de se reconciliar com os líderes Mencheviques. Nesta posição, Krupskaia controlava a correspondência entre a Rússia e os órgãos do Partido e encorajava os comités russos a adotarem as posições de Lénine. A perda de poder de Lénine no Comité Central em meados de 1904, devido aos desejos de conciliação dos seus apoiantes, levou Krupskaia a ser dispensada das suas funções como secretária do gabinete de negócios estrangeiros do Comité Central. Nessa altura, o esgotamento de Lénine devido às tensões no Partido exigiu umas longas férias, que o casal passou a pé por parte da Suíça. Nestes primeiros meses de lutas internas no POSDR, Krupskaia ficou explicitamente do lado da posição do seu marido, embora geralmente não tenha feito ataques pessoais aos novos rivais, antigos camaradas do Iskra — salvo Trotsky, com quem nunca manteve boas relações. No final de 1904, Lénine, com o apoio de alguns comités e emigrados russos como Aleksandr Bogdanov, fundou um novo jornal (Vperiod) para reunir os seus apoiantes, e Krupskaia foi nomeada secretária da nova publicação. Tal como com Iskra, foi encarregada de coordenar a distribuição, a correspondência clandestina com agentes Bolcheviques, e também de obter financiamento, que não veio do Partido, que estava controlado pelos Mencheviques.
Participou no III Congresso do POSDR na primavera de 1905, para informar sobre a situação na Rússia através da correspondência que recebeu como coordenadora da distribuição do Vperiod e para escrever a versão final dos trabalhos do congresso.

### Após a revolução de 1905
Regressou à Rússia em novembro de 1905, após a Revolução de Fevereiro, poucos dias depois de Lénine, atravessando a Alemanha, Suécia e a Finlândia — então uma parte autónoma do Império Russo. Os dois regressaram legalmente à Rússia, mas logo passaram à clandestinidade, embora sem fazer grandes esforços para evitar possíveis detenções. Nove meses após o regresso a São Petersburgo, o casal mudou-se para território finlandês, para uma cabana perto da fronteira, considerada mais segura do que a capital russa. Krupskaia continuou a ir para a cidade como ligação entre Lénine e os seus apoiantes, tarefa que desempenhou durante quase um ano, apesar da vigilância policial — um dos seus assistentes era um agente infiltrado da polícia czarista. Além de ser secretária do Comité Central da fação Bolchevique do POSDR até ao final de 1905, Krupskaia tinha como tarefas coordenar os camaradas que vinham das províncias para a capital ou para visitar Lénine, bem como recolher documentação falsa e literatura subversiva para distribuição. A sua tarefa mais importante, porém, era o controlo das finanças Bolcheviques.
Quando Lénine retomou a publicação de um jornal próprio — novamente chamado Proletarii — a partir de agosto de 1906, Krupskaia foi novamente colocada a cargo da sua distribuição a partir da Finlândia. Foi também responsável pela coordenação da viagem de vários dos delegados ao V Congresso do Partido, que se realizou em Londres no final da primavera de 1907. No final do ano, com a autoridade czarista restabelecida no país, Lénine e Krupskaia decidiram voltar para o exílio. Enquanto Lénine foi para a Suécia, Krupskaia ficou encarregue de destruir os arquivos principais, regressou a São Petersburgo para encontrar alojamento para a sua mãe, e depois também foi para o exílio.

### Segundo exílio europeu
Krupskaia e Lénine retomaram o seu odiado exílio na Suíça, tornado mais deprimente desta vez devido ao fracasso da revolução na Rússia. Krupskaia recuperou o seu posto de secretária do Proletarii, cuja distribuição foi cada vez mais dificultada por uma eficiente perseguição policial czarista. No verão de 1908, enquanto Lénine foi a Capri para visitar Máximo Gorky e discutir com os Bolcheviques de esquerda, Krupskaia permaneceu em Genebra e retomou o estudo do francês e da pedagogia, que abandonara durante dez anos. Em dezembro, mudou-se com Lénine para Paris, onde residiu até meados de 1912. Durante os primeiros anos deste segundo exílio, Lénine viajou frequentemente para assistir a conferências e congressos políticos, sem Krupskaia. Krupskaia permaneceu em Paris, coordenando o trabalho do partido e tomando conta da sua mãe idosa. Entre o verão de 1911 e 1912, Inessa Armand, provavelmente amante de Lénine para o descontentamento de Krupskaia, assumiu as principais tarefas de coordenação das organizações emigradas, enquanto Krupskaia permaneceu à frente da Rabochaia Gazeta (Jornal dos Trabalhadores), o novo jornal leninista, uma tarefa menor.
Em julho de 1912, o casal mudou-se para a Polónia austro-húngara. Em Cracóvia, mais ao seu gosto do que em Paris devido à sua semelhança com a Rússia, Krupskaia continuou as suas funções como secretária do partido e contabilista. Ela era, não oficialmente, a secretária do Comité Central do partido que emergiu da conferência de Praga de 1912, que tinha efetivamente dividido o POSDR em dois. Foi responsável pela correspondência com as células do partido, pela obtenção de documentos falsos, pelo acolhimento de membros do Comité Central que visitaram Lénine, e também participou nas reuniões do Comité Central. Dada a crise da rede clandestina do partido devido à eficácia da ação policial na Rússia, Krupskaia teve de se concentrar não neste aspeto, que estava muito enfraquecido, mas na coordenação do Pravda, uma publicação permitida pelas autoridades russas.
Para além da incapacidade crescente da sua mãe, Krupskaia teve de se ocupar das tarefas domésticas e da sua saúde precária. A partir de 1913, a doença de Graves — uma doença da tiroide, que se manifestava em fadiga geral, palpitações e tremores, o que lhe dificultava o trabalho — começou a manifestar-se cada vez mais virulentamente. Após tratamentos elétricos e repouso nas montanhas, Lénine insistiu em transferi-la para Berna para ser operada por um Prémio Nobel, Dr. Theodor Kocher, que finalmente a operou no dia 23 de junho. Krupskaia sobreviveu mais vinte e cinco anos, mas as suas palpitações não desapareceram; em 1914 recusou-se a fazer outra operação e mudou de médico, que recomendou repouso.
Quando eclodiu a Primeira Guerra Mundial, Lénine foi preso pelas autoridades austríacas e Krupskaia teve de procurar a intercessão do socialista moderado Victor Adler para evitar uma possível execução e assegurar a sua libertação. Após duas semanas na prisão, Lénine foi libertado e o casal, acompanhado pela mãe idosa e senil de Krupskaia, partiu para a Suíça. Esta foi a terceira estadia na Suíça, que durou de agosto de 1914 a abril de 1917 e foi a mais difícil: o isolamento político de Lénine foi agravado pela saúde intermitente de Krupskaia e pela morte das suas mães, as principais fontes de sustento do casal.
Voltou ao seu antigo interesse pela pedagogia e de forma autodidata, tentou manter-se a par das teorias educativas da época. Admiradora da modernização das escolas e dos modelos progressistas alemães e americanos, criticou o formalismo, a rotina e o ensino excessivamente teórico, e defendeu a coeducação e o controlo local das escolas. Em 1915, escreveu o seu mais longo trabalho, no qual expôs os principais pontos do seu conceito de educação socialista, que defendeu até à sua morte: Educação Pública e Democracia. Nele Krupskaia defendia a necessidade da atividade física nas escolas, a inculcação de uma atitude moral em relação ao trabalho e a abolição da especialização. O objetivo dos seus estudos era definir o modelo escolar socialista, com base no que ela considerava serem os melhores modelos disponíveis na altura.
Também em 1915, em março, ela e Armand participaram num congresso de mulheres socialistas em Berna, onde as moções de esquerda foram derrotadas, para grande desgosto de ambas. Durante este tempo, recuperou a sua posição como secretária do partido e do importante Comité das Organizações de Emigrantes, do qual tentou atraí-los para a posição internacionalista, antiguerra e pró-revolucionária de Lénine. Foi também secretária da Comissão de Ajuda aos Prisioneiros de Guerra russos, uma organização de propaganda Bolchevique que agitou entre os prisioneiros de guerra com a aquiescência tácita dos Impérios Centrais. Krupskaia coordenou o envio de material para cinquenta agentes em cerca de vinte campos de prisioneiros.

## Durante e após a Revolução Russa (1917–1939)

### Moderação política e tarefas educativas em Petrogrado
Regressou a Petrogrado com Lénine e outros socialistas a 3 de abril(jul.)/16 de abril(greg.) de 1917, após a Revolução de Fevereiro, onde foi oficialmente recebida por Alexandra Kollontai. Durante grande parte de 1917, adotou uma posição mais moderada do que a apresentada por Lénine nas suas Teses de Abril. No final de abril, abandonou todo o trabalho de coordenação e organização, no qual tinha sido deixada para trás pelo secretário oficial do partido apesar da menor experiência deste último, e voltou a sua atenção para a organização juvenil e para a promoção da educação. Nas eleições municipais do início de junho, ganhou um lugar no concelho do distrito dos trabalhadores de Viburgo, localizado a norte de Petrogrado e com uma maioria Bolchevique, e tornou-se membra da comissão distrital encarregada da instrução pública. Desde então até à Revolução de Outubro, dedicou-se a promover e melhorar a educação no distrito da capital, aumentando e melhorando as instalações educativas e culturais locais.
Após as Jornadas de Julho, ajudou Lénine — com quem teve pouco contacto devido às suas diferentes atividades na capital — a fugir da cidade e foi brevemente detida pelas autoridades que o procuravam. Participou no Sexto Congresso do Partido, mas não desempenhou um papel significativo no mesmo. Durante a Revolução de Outubro, à qual não se opôs, mas parece não ter apoiado entusiasticamente, foi tardiamente ao Instituto Smolny, mas não tomou parte nas principais ações da noite.

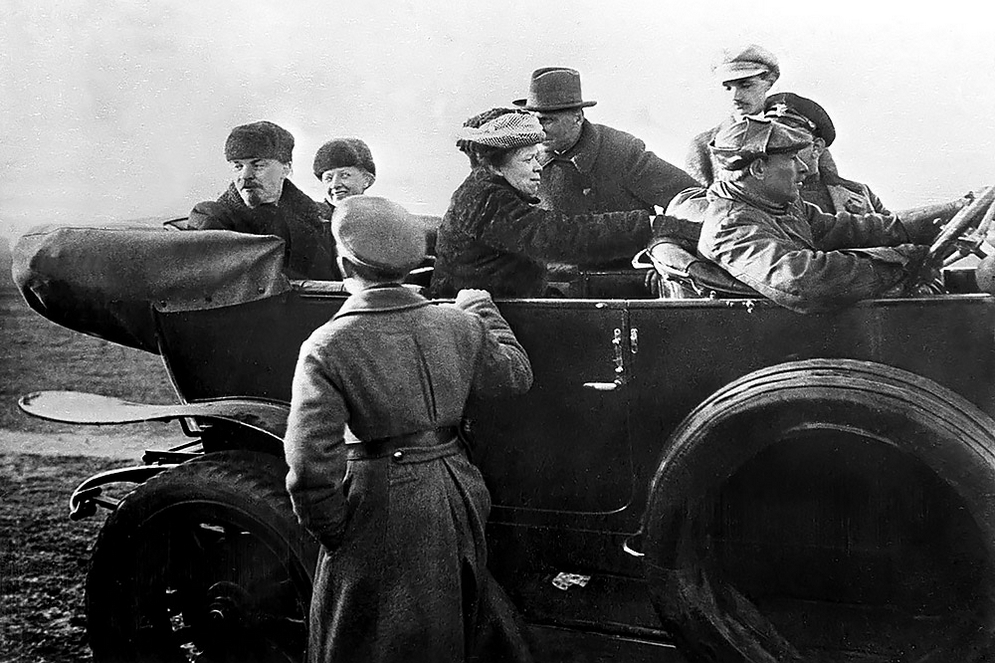
Krupskaia, segunda da esquerda, ao lado de Lénine, numa das suas raras aparições cerimoniais com Lénine como "primeira dama"

Assim que os Bolcheviques tomaram o poder, na Revolução de Outubro, alguns meios de comunicação social estrangeiros começaram a chamar-lhe first lady (primeira dama), por ser esposa do novo chefe de estado soviético, um apelido que Lénine adotou num tom zombeteiro. Na realidade, Krupskaia raramente desempenhou o papel formal de esposa do Chefe de Estado. Durante os últimos meses de 1917, ela nem sequer viveu com ele — temporariamente instalado no Instituto Smolny — e as suas aparições públicas juntas foram raras. Uma dessas ocasiões foi a efémera cerimónia de abertura da Assembleia Constituinte.
Em março de 1918, o casal mudou-se para Moscovo, primeiro para quartos no Hotel Nacional e mais tarde para quartos no Kremlin — quatro quartos partilhados com Lénine e a irmã de Lénine, Maria — onde passaram o resto das suas vidas — o único período em que tiveram uma residência estável.
Em vez de se dedicar a tarefas cerimoniais, Krupskaia dedicou-se inteiramente ao estabelecimento de uma nova educação pública socialista, que deveria pôr fim ao analfabetismo, alcançar a emancipação das mulheres, alargar a rede de bibliotecas, promover o movimento juvenil comunista e a educação contínua dos adultos, pôr fim à religião e melhorar a propaganda política. Apesar da sua inexperiência tanto como escritora, como como oradora, ela começou a publicar — com pouco talento literário e uma marcada tendência para a repetição — e a divulgar a sua ideologia educacional em público. A coleção soviética dos seus escritos — frequentemente artigos, ocupa oitenta e quatro volumes. A maior parte dos seus escritos durante a vida de Lénine foram limitados a assuntos educacionais, publicados tanto nos vários jornais por ele controlados como no Pravda.

### Comissariado de Educação

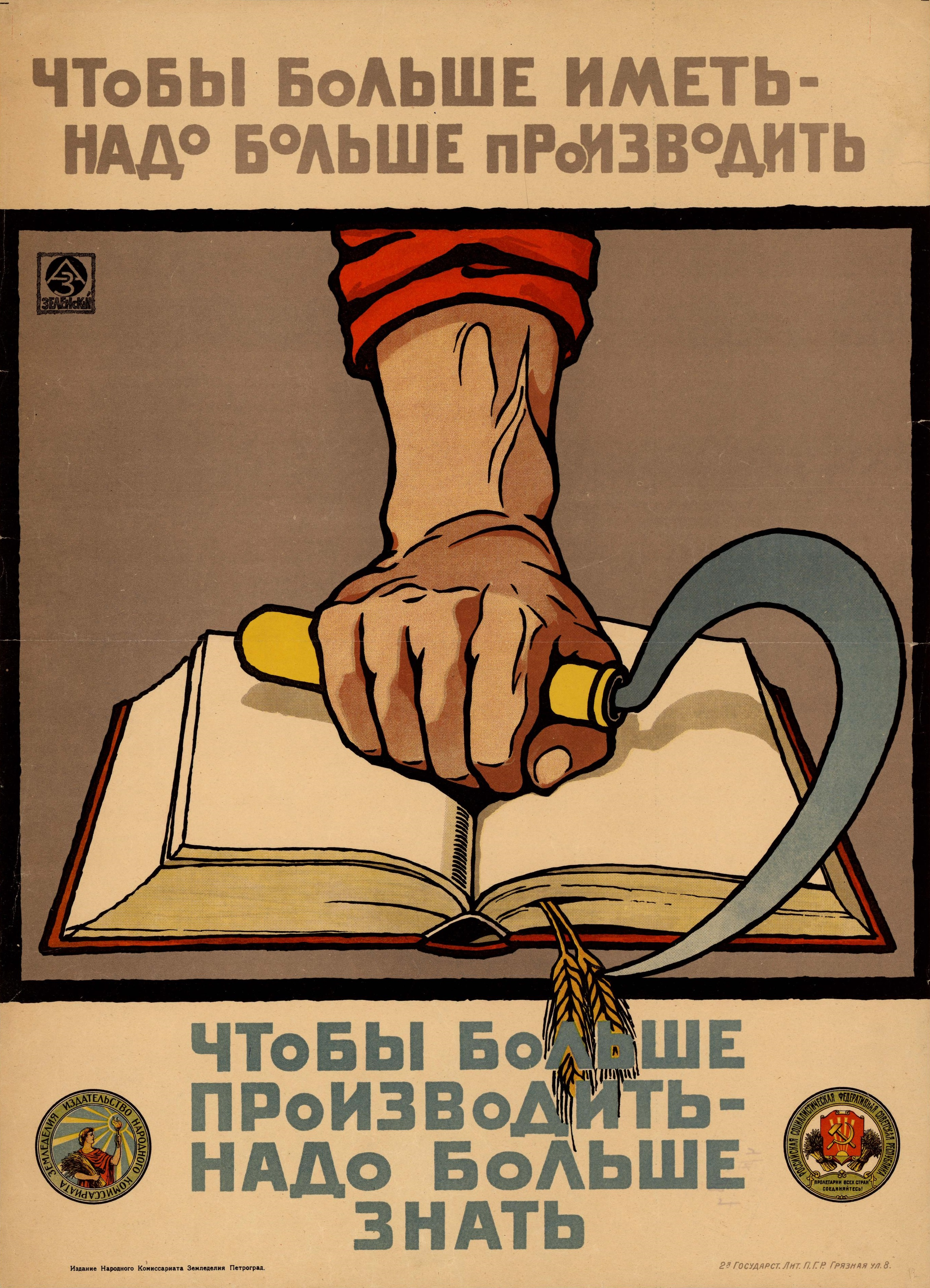
Cartaz soviético sobre a alfabetização. "Para ter mais, é necessário produzir mais. Para se produzir mais, é necessário saber mais"

A sua experiência como gerente, os seus conhecimentos em educação, a sua experiência partidária e a escassez de quadros partidários permitiram-lhe, apesar da sua relutância, tornar-se chefe da secção de educação de adultos do Comissariado da Educação (Narkompros), chefiado por Anatóli Lunatcharski, com quem trabalhou de perto para a reforma da educação pública. Em março de 1918, Krupskaia juntou-se à presidência colegial do comissariado e até maio ocupou o cargo de Comissária Adjunta. Muito diligente, os seus colegas no ministério tiveram de a enganar para que não viesse trabalhar aos sábados, e por vezes só a chamada de Lénine do Kremlin, que se recusava a jantar sem ela, a fez sair do trabalho. No verão de 1919, foi enviada numa missão de propaganda entre as tropas que combatiam na frente do Volga para descansar, mas a atividade contínua deu-lhe um ataque cardíaco, do qual não recuperou totalmente até ao outono. A saúde precária obrigou-a a descansar durante mais algumas semanas no final do ano. No ministério, ganhou reputação de ser acessível e foi objeto de vários apelos de ajuda, que tentou levar ao conhecimento de Lénine para que ele pudesse interceder em nome dos peticionários.
A sua tarefa de estabelecer uma educação socialista nova, abrangente, universal e não discriminatória teve de enfrentar as duras realidades da época: a destruição causada pela guerra mundial e pela guerra civil, a escassez de professores e a sua hostilidade ao novo regime, a falta de escolas e de material escolar, e o analfabetismo generalizado. Como resultado da guerra civil, abandonou a defesa das liberdades civis e a tolerância política que tinham caracterizado os seus primeiros meses na Função Pública. Em 1918 ainda defendia a liberdade de consciência dos professores e opunha-se à sua purga pelos sovietes locais, opondo-se à repressão da Tcheca dos sindicatos de professores, hostis aos Bolcheviques. Defendeu o controlo local das escolas, livre de qualquer dominação do Estado central. Defendeu a criação de sovietes educativos locais, separados dos sovietes regulares, que controlariam as escolas locais e que seriam constituídos por grupos interessados na educação, tais como professores ou sindicatos. Em 1919, opôs-se à censura de autores considerados burgueses e à criação de um órgão ministerial para controlar a produção literária nacional. Em meados de 1919, os seus sonhos reformistas baseados na ação popular estavam a dar lugar à desilusão e à convicção da necessidade de uma autoridade central intervir na educação. O sistema vago de educação abrangente que ela defendeu, chamado "politécnicismo", falhou nos dois primeiros anos do domínio Bolchevique, tanto devido à falta de um programa claro de reforma e dos meios para a implementar como devido à grave situação russa, devido à guerra civil e ao colapso da economia. Krupskaia procurou em vão o apoio de Lénine para o seu programa reformista: Lénine, consciente da gravidade da situação económica, preferiu apoiar a formação acelerada de profissionais educados de acordo com os métodos antigos e adiar a reforma educacional. Em 1920 a sua atitude já tinha mudado: a preferência original pela autonomia local na educação foi sucedida por uma convicção da necessidade de controlo centralizado e pela rejeição da censura literária, três decretos promulgados entre esse ano e 1924 purgando as bibliotecas soviéticas. A preocupação pela eficiência da administração central da educação substituiu a ênfase inicial na autonomia local. Krupskaia esperava reformar a administração educacional recorrendo ao aconselhamento de peritos americanos e à experiência do antigo Ministério da Educação czarista.
Durante um curto período durante a guerra civil, conseguiu concentrar-se no seu departamento (o Glavpolitprosvet, um acrónimo de Comité Principal de Instrução Política), grande parte da propaganda partidária, considerada como parte da educação geral. No entanto, o Glavpolitprosvet foi grandemente reduzido durante 1921 e 1922, devido aos cortes orçamentais necessários para reduzir as despesas do Estado numa época de grave crise económica e fome. Krupskaia permaneceu à frente da organização até ao seu desaparecimento em 1930, mas nunca recuperou a sua importância anterior e este revés pôs fim à sua carreira entre as posições mais importantes da burocracia soviética.
Os seus escritos pedagógicos cobrem amplas questões educacionais, incluindo a organização de escolas, currículos escolares, formação de professores, educação de adultos, eliminação do analfabetismo, educação de crianças e grupos de jovens. É considerada uma das principais organizadoras do sistema educativo socialista e uma historiadora notável da evolução das teorias educativas. O ensino primário obrigatório na URSS, introduzido em 1925, reduziu significativamente o número de analfabetos. Durante o seu tempo no ministério, foram feitos progressos educacionais consideráveis: entre 1920 e 1940, sessenta milhões de adultos aprenderam a ler e escrever, a rede de escolas primárias — com o dobro de alunos em 1929 e em 1914 — foi significativamente expandida, e o número de línguas com obras publicadas aumentou para centro e quatro em 1934. Também defendeu a facilitação da autoeducação e o alargamento do ensino secundário, para o qual foram fundadas novas escolas noturnas. Também desempenhou um papel importante no alargamento da rede de bibliotecas soviéticas — tinha estudado o funcionamento das principais bibliotecas públicas europeias durante o seu exílio, instituições que foram raras durante o anterior período imperial, mas que tinham crescido dramaticamente em número durante as primeiras duas décadas da governação comunista.

### Doença e morte de Lénine

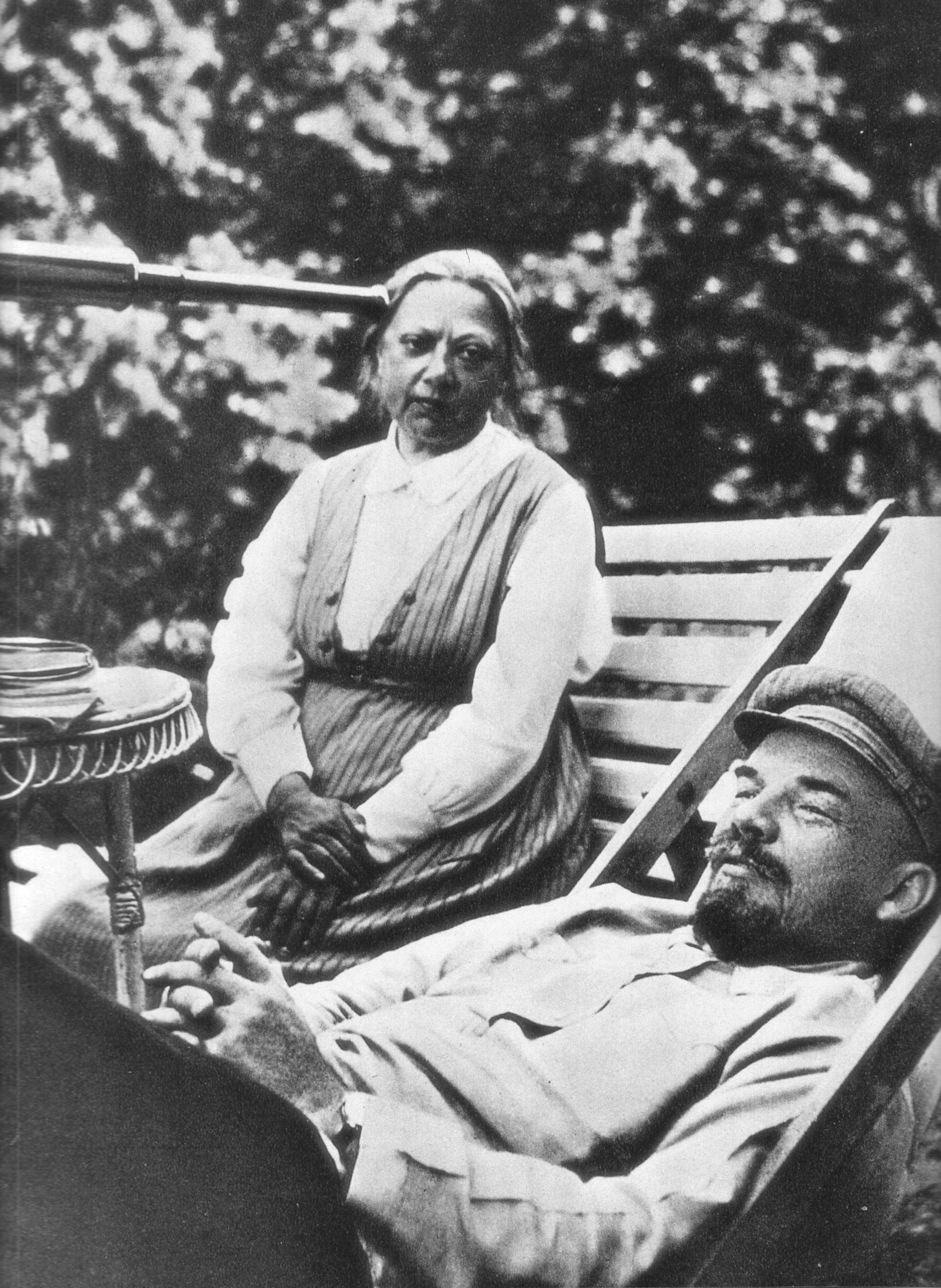
Krupskaia com Lénine, em convalescença de um infarto cerebral em maio de 1922. O casal retirou-se para Gorki até outubro, e Krupskaia reduziu consideravelmente a sua atividade política até então.

A doença de Lénine em maio de 1922 reduziu notavelmente a sua atividade política até ao outono, visto que desistiu de grande parte do seu trabalho no ministério para se juntar a ele em Gorki. A principal atividade política foi limitada a certas visitas a estabelecimentos de ensino próximos e à redação de alguns artigos. Regressou a Moscovo com Lénine a 2 de outubro, e durante as nove semanas seguintes que precederam o novo ataque de Lénine participou em vários congressos (um do Comintern, um do Komsomol, e um dos propagandistas). Nesta altura interessou-se pelo movimento juvenil comunista (Komsomol).
No meio da sua nova campanha de reforma do partido, Lénine sofreu uma nova série de ataques cardíacos que limitaram a sua atividade política até à primavera de 1923. Os médicos recomendaram repouso completo, mas Lénine desejava continuar a atividade política; Krupskaia vacilou entre os desejos do seu marido de evitar o isolamento político forçado e os conselhos médicos para o fazer. O politburo atribuiu a Estaline a responsabilidade pelo cuidado de Lénine. Durante a sua doença, Krupskaia manteve uma atitude ambígua em relação à atividade política de Lénine: por um lado, tentou assegurar-se de que não ficaria sobrecarregado e que isso prejudicaria a sua recuperação, mas, por insistência de Lénine em manter algum trabalho, colaborou na redação dos seus últimos artigos, que juntos são conhecidos como "Testamento de Lénine".
Krupskaia estava à cabeceira de Lénine na madrugada de 21 de janeiro de 1924 quando morreu, após um súbito agravamento do seu estado após semanas de melhoria. No dia anterior, Krupskaia tinha acabado de ler-lhe as conclusões da 13.ª Conferência do Partido, que preocupavam o seu marido e que ele tinha tentado misturar com uma leitura mais leve. A morte de Lénine, que ocorreu apenas seis meses após o vigésimo quinto aniversário do seu casamento, afetou profundamente Krupskaia, privada do seu companheiro pessoal e guia político. Embora não aspirasse aos cargos políticos de topo, a sua convicção de que compreendia melhor as ideias de Lénine, que considerava cruciais para o triunfo do comunismo a que dedicara a sua vida, fez com que ela se dedicasse à política nacional. Os vários líderes que se viam pelo poder após a morte do líder Bolchevique tentaram ganhar o seu apoio como símbolo — a esposa do líder falecido — sem prestarem nenhuma atenção às suas ideias políticas.

### Durante a disputa pelo poder na URSS
Insegura sobre a atitude que Lénine teria adotado na política nacional, acabou por apoiar Estaline, não devido à sua proximidade com ele, mas como aparente representante do partido, que Krupskaia considerou essencial para a manutenção da ideologia política de Lénine. Como viúva convencida da importância dos gestos políticos do momento, participou nos serviços fúnebres de Lénine, que foram assistidos por todo o politburo, com exceção de Trotsky, que estava a recuperar de uma febre no Cáucaso. A cerimónia, que incluiu a apresentação do corpo no Salão de Colunas de Moscovo, devia estabelecer a autoridade moral de Krupskaia como uma referência política do Leninismo.
Na luta pelo poder que se seguiu à incapacidade de Lénine por arteriosclerose cerebral no final de 1923 e que começou a lançar o triunvirato de Estaline, Zinoviev e Kamenev — que controlavam a estrutura partidária — contra Trotsky e uma série de figuras secundárias do partido, Krupskaia apoiou o primeiro, em parte devido à sua anterior proximidade com Zinoviev e Kamenev, camaradas durante o seu segundo exílio. Em janeiro de 1924, num discurso, ela expressou um claro paralelo entre a oposição ao triunvirato e aos Mencheviques e a necessidade de fortalecer o aparelho do partido, declarações que favoreceram visivelmente Estaline e os seus aliados. No início do ano, no entanto, tentou reconciliar-se com Trotsky de modo a facilitar a publicação do "testamento" de Lénine, que favoreceu Lénine, mas Trotsky não respondeu à carta de Krupskaia. Krupskaia retomou quase imediatamente a sua intensa atividade no Ministério da Educação e negligenciou a preparação da apresentação dos últimos escritos de Lénine ao congresso do partido; apenas em meados de maio, na véspera do congresso, enviou os escritos a Kamenev, confiando que ele se encarregaria da sua apresentação, especialmente as críticas dos principais líderes e, no essencial, as críticas contra Estaline. Na verdade, os escritos foram submetidos a uma comissão interna que se limitou a partilhá-los com um grupo selecionado de delegados, e não com o congresso completo. Esta assembleia decidiu não os apresentar na sua totalidade ao congresso e não os incluir na ata do congresso. No congresso, o décimo terceiro, Krupskaia recebeu várias posições, incluindo um lugar na Comissão Central de Controlo, e conseguiu suprimir temporariamente o duro ataque da corrente dominante contra a oposição, defendendo a unidade do partido e opondo-se a lutas internas.
Cansada do stress da morte do seu marido e da contínua disputa política, a sua saúde começou a falhar e os médicos conseguiram finalmente mandá-la descansar no Cáucaso em julho. Durante a sua estadia no sul, ela começou a escrever as memórias de Lénine. No outono regressou a Moscovo e à sua habitual atividade frenética, cheia de palestras e escritos educativos. No início de 1925 estava de novo doente, com um novo ataque da tiroide, agravado pela gripe. Sofreu de má saúde durante todo o ano, e participou pouco no novo confronto político entre a corrente principal e Trotsky, que o reacendeu ao publicar Lições de Outubro, uma obra que lançou uma imagem negativa sobre o Triunvirato, com as suas ações durante a Revolução de Outubro. Krupskaia apoiou a corrente dominante, mas com moderação, defendendo sempre a reconciliação entre as fações e a manutenção da unidade. Em 1925 aproximou-se da oposição, que na altura incluía Kamenev e Zinoviev, que se opunham às concessões aos camponeses defendidas por Bukharin e Estaline, que consideravam excessivas, opinião que Krupskaia partilhava. O momento da sua maior participação nas atividades da oposição foi o 14.º Congresso do CPSU, onde foi a primeira participante da oposição a criticar a política da maioria, uma tarefa em que Kamenev a apoiou. Ela tentou identificar a maioria que apoiava a posição de Estaline e Bukharin com a maioria moderada Menshevique de meados da primeira década do século, a que Lénine se tinha oposto, tentando assim equiparar a posição da minoria com a de Lénine na altura. Permaneceu nas fileiras desorganizadas da oposição até outubro de 1926 e, embora não tenha participado ativamente na aliança entre Trotsky e Zinoviev forjada na primavera, assinou o documento principal apresentado por este último, a "declaração dos treze", que criticava o crescimento da burocracia e o afastamento do partido dos trabalhadores. Em todo o caso, as suas críticas à liderança do partido foram feitas nos círculos do poder, não em público. Após alguns meses de convalescença na região do Volga, regressou à capital em agosto de 1926 e decidiu publicar o "testamento" de Lénine no estrangeiro, contrabandeando-o para fora do país; os documentos acabaram por aparecer no New York Times a 18 de outubro, mas não tiveram repercussões na URSS ou entre a maioria dos comunistas ocidentais. Este ato foi um dos últimos atos de oposição aberta a Estaline: com a submissão temporária dos principais opositores às teses da maioria a 16 de outubro e a pressão indireta de Estaline sobre Krupskaia para a privar do seu estatuto de viúva oficial de Lénine — com ameaças veladas de ressuscitar a relação entre Lénine e Inês Armand — ela abandonou gradualmente a oposição. Em novembro, Estaline anunciou isto na 15.ª Conferência do Partido, embora a confirmação tenha chegado seis meses depois, quando rejeitou indiretamente as tentativas de aproximação de Trotsky.

### Últimos anos

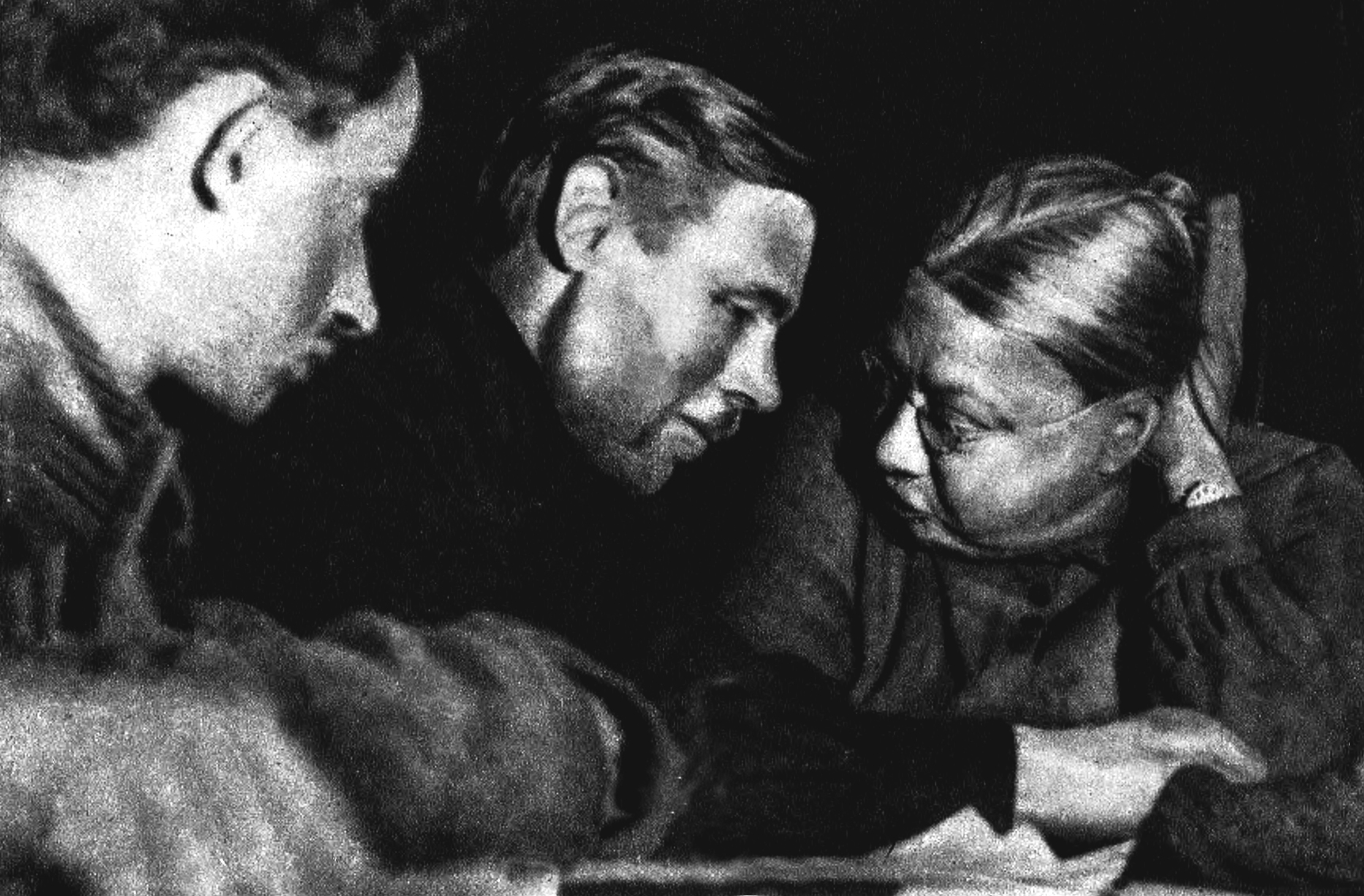
Krupskaia em 1931

Formalmente, Krupskaia apoiou o regime de Estaline e manteve uma intensa atividade pública até à sua morte em 1939. Ela acumulou um grande número de postos honorários: desde o XV Congresso do PCUS em 1927 foi membra do Comité Central do partido; em 1929 e 1933 foi condecorada com a Ordem da Bandeira Vermelha do Trabalho, a Ordem da URSS e a Ordem de Lénine; em 1931 entrou para a Academia das Ciências; em 1936 recebeu um doutoramento honoris causa em pedagogia — paradoxalmente, ao mesmo tempo que o Estado abandonava os seus postulados educativos; em 1935, entrou para o Congresso dos Sovietes de Toda a Rússia — o parlamento soviético — e depois para o Soviete Supremo que o substituiu em 1937, e entre 1936 e 1939 participou nas sessões da Mesa Organizadora do partido, que estava encarregue dos assuntos internos do partido. Na verdade, ela era impotente e representava meramente o apoio da viúva de Lénine — e, implicitamente, de Lénine — ao regime de Estaline. Embora Krupskaia tenha permanecido no seu apartamento no Kremlin, as relações com Estaline e a sua família, que eram seus vizinhos, eram muito raras.
Ela tornou-se a imagem da gentil avó da revolução, com grande interesse pelas crianças. Em assuntos familiares, adotou uma abordagem geralmente conservadora, defendendo a família tradicional e medidas oficiais contra o aborto ou o divórcio fácil, que ela acreditava terem sido medidas de emergência decretadas durante a década anterior que deveriam ser eliminadas. O principal ponto de referência do partido sobre a libertação das mulheres, defendeu os avanços feitos na União Soviética em termos de igualdade entre os sexos, mas não criticou duramente o machismo persistente tanto na estrutura familiar — o trabalho doméstico ainda estava nas mãos das mulheres, apesar da incorporação das mulheres no mercado de trabalho — como nas posições mais importantes da política nacional, que eram ocupadas pelos homens.
Convencida da necessidade de estudar a atividade de Lénine para continuar o seu trabalho, dedicou grandes esforços à publicação de várias obras sobre ele, sendo o melhor deles uma série de esboços sobre ele que apareceram primeiro no Pravda e Bolchevique entre 1925 e 1933 e mais tarde como livro sob o nome de Memórias de Lenin (em inglês:  Memories of Lenin). Ela também agiu como censura não oficial das obras que apareceram sobre ele, parte do culto à personalidade de Lénine, do qual foi geralmente muito crítica.
Opõe-se a alguns aspetos importantes das reformas implementadas durante o período do regime estalinista, tais como a orientação das escolas — que abandonou o politécnico que defendia para se tornar, a seu ver, uma zombaria da velha escola czarista — ou a coletivização forçada — defende um ritmo menos acelerado de formação cooperativa, não podendo exprimir livremente as suas críticas a estas, que aparecem de forma velada. Ela também se opôs fortemente, mas sem sucesso à discriminação educacional contra as crianças dos kulaks. Em 1930 fez uma tentativa vã de apoiar a oposição de direita, já derrotada politicamente, mas a única força relevante a rejeitar a coletivização forçada.
Embora a repressão e execução de um grande número de antigos camaradas — entre eles Zinoviev e Kamenev, camaradas no exílio antes da revolução — durante as purgas estalinistas dos anos 30 tenha sido provavelmente uma época de grande angústia pessoal, oficialmente, Krupskaia defendeu-os. Foi um dos poucos membros da velha intelligentsia Bolchevique a emergir incólume. Trotsky alegou que os artigos que apareceram no seu nome em defesa das condenações eram falsos, mas os biógrafos soviéticos de Krupskaia dos anos 60 incluíram-nos entre as suas obras completas. Com uma reputação de bondade, durante a repressão recebeu milhares de cartas solicitando a sua intercessão, e num caso isolado conseguiu libertar uma pessoa condenada, embora não tenha conseguido deter o terror.
Ao longo da década, à medida que foi envelhecendo, começou a visitar mais assiduamente vários spas no Cáucaso (em 1931, 1933 e 1937) e um sanatório, frequentado por antigos revolucionários e localizado na periferia de Moscovo. O seu círculo de relações foi gradualmente reduzido a estes antigos camaradas e ao pessoal do Ministério da Educação, onde continuou a trabalhar.

### Morte
A 24 de fevereiro, os Bolcheviques veteranos organizaram uma festa para o seu iminente septuagésimo aniversário em Arkhangelskoye, onde ela tinha ido descansar. Nessa mesma noite, porém, ela começou a sentir-se mal e foi apressada para o hospital do Kremlin, onde perdeu a consciência. Acordou de novo na noite seguinte, afirmando a sua disponibilidade para assistir ao próximo congresso do partido, mas uma embolia abdominal, complicada pela arteriosclerose, levou ao seu falecimento. Morreu às 6h15 da manhã do dia 27 de fevereiro de 1939 em Moscovo, um dia após o seu septuagésimo aniversário.
O seu corpo foi colocado no Salão de Colunas do Palácio dos Sindicatos no dia seguinte, e o funeral contou com a presença de membros proeminentes do partido. Estima-se que quase meio milhão de pessoas tenham assistido ao funeral, antes de o corpo ser cremado a 1 de março. As suas cinzas acabaram por ser colocadas num nicho na Necrópole da Muralha do Kremlin. Apesar dos elogios oficiais após a sua morte, a sua figura permaneceu negligenciada até à morte de Estaline, quando Khrushchev a trouxe de volta e permitiu a publicação de duas biografias e uma coleção das suas obras pedagógicas. A Organização das Nações Unidas para a Educação, a Ciência e a Cultura (UNESCO) estabeleceu um prémio com o seu nome, atribuído anualmente àqueles que se distinguiram na luta pela erradicação do analfabetismo.